# Junky
Junky – promo album polskiej grupy heavymetalowej Corruption. Wydany został w 1998 roku nakładem własnym.

## Lista utworów
1. "Junkie"
2. "Die Young"
3. "Never Get Old"
4. "Pole Nation"